# Journal of the History of Ideas
Das Journal of the History of Ideas (JHI) ist eine Fachzeitschrift zur Ideengeschichte und erscheint seit 1940 vierteljährlich. Die Zeitschrift wurde anfangs über viele Jahrzehnte von der Johns Hopkins University Press verlegt, seit 2006 erscheint sie bei der University of Pennsylvania Press in Philadelphia.
Die jetzigen Herausgeber sind Joyce Chaplin, Stefanos Geroulanos, Adom Getachew, Ann Moyer, Sophie Smith, und Don Wyatt. Das JHI erscheint in englischer Sprache und ist verpflichtet, Differenziertheit in regionaler Berichterstattung, chronologischer Reihenfolge und methodischer Herangehensweise anzuregen.
Das Journal definiert Geschichte als zugänglich und weltumfassend, das schließt interdisziplinär die Philosophiegeschichte, die Literaturgeschichte, die Kunstgeschichte, die naturwissenschaftliche und sozialwissenschaftliche Geschichte, die Religionsgeschichte und die Politikgeschichte ein. Es regt auch zur Forschung an den Schnittpunkten von kultureller und geistiger Geschichte an, zum Beispiel die Geschichte vom Buch und die visuelle Kultur. Seit 2015 betreibt das Journal auch einen Blog, auf dem jeden Montag und Mittwoch kürzere Artikel zu geisteswissenschaftlichen Themen sowie Interviews zu Neuveröffentlichungen erscheinen.
Beiträge im JHI untersuchen oft die Evolution der Ideen und ihren Einfluss auf geschichtliche Entwicklungen. Das Journal wirbt für größere Zusammenarbeit unter Gelehrten in allen Bereichen der kulturellen und geisteswissenschaftlichen Disziplinen.